# Аппаны
Аппаны́ (якут. Аппаны) — село в Намском улусе Якутии России. Административный центр Хатын-Арынского наслега.

## География
Село расположено в пределах Центрально-Якутской равнины, в долине Энсиэли, на левом берегу реки Лена.
Географическое положение
Расстояние до улусного центра, села Намцы — 5 км.
Климат
Средняя температура января −42 °C, июля +17…+18 °С. Осадков выпадает около 200—250 мм в год.

## История
Согласно Закону Республики Саха (Якутия) от 30 ноября 2004 года N 173-З N 353-III село возглавило образованное муниципальное образование Хатын-Арынский наслег.

## Население
| 1989 | 2002  | 2010  | 2021  |
| ---- | ----- | ----- | ----- |
| 1100 | ↗1271 | ↗1492 | ↗2065 |

Национальный состав
Согласно результатам переписи 2002 года, в национальной структуре населения якуты составляли 99 % от общей численности населения в 1271 чел.

## Улицы
| - ул. 200-летия наслега, - ул. 30 лет Победы, - ул. 50 лет Победы, - ул. 65 лет Победы, - ул. Аммосова, - ул. Берёзовая, - ул. Весенняя, - ул. Гагарина, - ул. Горького, - ул. Д. Носкова, - ул. Д. Сивцева, - ул. Данила Иванова, - ул. Дружба, - ул. Е. Гоголева, | - ул. З. Винокурова, - ул. Зелёное Поле, - ул. И. Винокурова, - ул. И. Решетникова, - ул. Им М.П. Попова, - ул. Калистрата Еремеева, - ул. Колхозная, - ул. Кырдал, - ул. Л.Л. Левина, - ул. Лена, - ул. Лесная, - ул. Луговая, - ул. Майская, - ул. Мира, | - ул. Новая, - ул. Озёрная, - ул. Полевая, - ул. Пролетарская, - ул. Радужная, - ул. Сайдыы, - ул. Солнечная, - ул. Сосновая, - ул. Спортивная, - ул. Труда, - ул. Хатын-Арынская, - ул. Чыгылгана Винокурова, - ул. Юности. |

## Экономика
В селе производится доращивание и откорм крупного рогатого скота, развито мясное табунное коневодство и картофелеводство.

## Инфраструктура
Дом культуры, средняя общеобразовательная школа, учреждения здравоохранения и торговли.

## Транспорт
Стоит на автодороге 98К-005 Нам Якутск — Намцы — Булус.